# Мијокусовићи
Мијокусовићи је насеље у општини Даниловград у Црној Гори. Према попису из 2003. било је 93 становника (према попису из 1991. било је 93 становника).

## Демографија
У насељу Мијокусовићи живи 67 пунолетних становника, а просечна старост становништва износи 39,2 година (36,4 код мушкараца и 42,0 код жена). У насељу има 33 домаћинства, а просечан број чланова по домаћинству је 2,82.
Становништво у овом насељу веома је хетерогено.
|  |

| Демографија | Демографија | Демографија |
| Година      | Становника  | Становника  |
| ----------- | ----------- | ----------- |
|             |             |             |
|             |             |             |
|             |             |             |
|             |             |             |
| 1948.       | 200         |             |
| 1953.       | 197         |             |
| 1961.       | 243         |             |
| 1971.       | 188         |             |
| 1981.       | 138         |             |
| 1991.       | 93          | 93          |
| 2003.       | 93          | 93          |
|             |             |             |

| Етнички састав према попису из 2003.‍ | Етнички састав према попису из 2003.‍ | Етнички састав према попису из 2003.‍ | Етнички састав према попису из 2003.‍ | Етнички састав према попису из 2003.‍ |
| ------------------------------------ | ------------------------------------ | ------------------------------------ | ------------------------------------ | ------------------------------------ |
|                                      |                                      |                                      |                                      |                                      |
| Црногорци                            | Црногорци                            |                                      | 54                                   | 58,06%                               |
| Срби                                 | Срби                                 |                                      | 39                                   | 41,93%                               |
| непознато                            | непознато                            |                                      | 0                                    | 0,0%                                 |

| Година пописа     | 1948. | 1953. | 1961. | 1971. | 1981. | 1991. | 2003. |
| ----------------- | ----- | ----- | ----- | ----- | ----- | ----- | ----- |
| Број домаћинстава | 54    | 42    | 45    | 38    | 41    | 35    | 33    |

| Број чланова      | 1  | 2  | 3 | 4 | 5 | 6 | 7 | 8 | 9 | 10 и више | Просек |
| ----------------- | -- | -- | - | - | - | - | - | - | - | --------- | ------ |
| Број домаћинстава | 33 | 15 | 3 | 3 | 2 | 6 | 3 | 1 | 0 | 0         | 0      |

| Пол    | Укупно | Неожењен/Неудата | Ожењен/Удата | Удовац/Удовица | Разведен/Разведена | Непознато |
| ------ | ------ | ---------------- | ------------ | -------------- | ------------------ | --------- |
| Мушки  | 37     | 18               | 16           | 1              | 2                  | 0         |
| Женски | 34     | 10               | 14           | 10             | 0                  | 0         |
| УКУПНО | 71     | 28               | 30           | 11             | 2                  | 0         |

| Пол    | Укупно                    | Пољопривреда, лов и шумарство | Рибарство                            | Вађење руде и камена | Прерађивачка индустрија       |
| ------ | ------------------------- | ----------------------------- | ------------------------------------ | -------------------- | ----------------------------- |
| Мушки  | 9                         | 1                             | 0                                    | 1                    | 2                             |
| Женски | 5                         | 1                             | 0                                    | 0                    | 0                             |
| УКУПНО | 14                        | 2                             | 0                                    | 1                    | 2                             |
| Пол    | Производња и снабдевање   | Грађевинарство                | Трговина                             | Хотели и ресторани   | Саобраћај, складиштење и везе |
| Мушки  | 1                         | 0                             | 0                                    | 0                    | 1                             |
| Женски | 0                         | 0                             | 2                                    | 0                    | 0                             |
| УКУПНО | 1                         | 0                             | 2                                    | 0                    | 1                             |
| Пол    | Финансијско посредовање   | Некретнине                    | Државна управа и одбрана             | Образовање           | Здравствени и социјални рад   |
| Мушки  | 0                         | 1                             | 1                                    | 1                    | 0                             |
| Женски | 0                         | 1                             | 1                                    | 0                    | 0                             |
| УКУПНО | 0                         | 2                             | 2                                    | 1                    | 0                             |
| Пол    | Остале услужне активности | Приватна домаћинства          | Екстериторијалне организације и тела | Непознато            | Непознато                     |
| Мушки  | 0                         | 0                             | 0                                    | 0                    | 0                             |
| Женски | 0                         | 0                             | 0                                    | 0                    | 0                             |
| УКУПНО | 0                         | 0                             | 0                                    | 0                    | 0                             |